# Lake of the Woods (Illinois)
Lake of the Woods is een plaats (census-designated place) in de Amerikaanse staat Illinois, en valt bestuurlijk gezien onder Champaign County.

## Demografie
Bij de volkstelling in 2000 werd het aantal inwoners vastgesteld op 3026.

## Geografie
Volgens het United States Census Bureau beslaat de plaats een oppervlakte van 5,4 km², geheel bestaande uit land.

## Plaatsen in de nabije omgeving
De onderstaande figuur toont nabijgelegen plaatsen in een straal van 16 km rond Lake of the Woods.